# 塔纳曼迪
塔纳曼迪（Thanamandi），是印度查谟-克什米尔邦Rajauri县的一个城镇。总人口3478（2001年）。

## 人口
该地2001年总人口3478人，其中男性1855人，女性1623人；0—6岁人口412人，其中男231人，女181人；识字率59.57%，其中男性为68.57%，女性为49.29%。